# Kiss Gyula (labdarúgó, 1916)
Kiss Gyula, (Budapest, 1916. május 4. – 1960. január 3.) válogatott labdarúgó, csatár.

## Pályafutása

### Klubcsapatban
1934 és 1948 között a Ferencváros játékosa volt. Háromszoros magyar bajnok és kupa győztes a csapattal. A Fradiban összesen 254 mérkőzésen szerepelt (147 bajnoki, 87 nemzetközi, 20 hazai díjmérkőzés) és 82 gólt szerzett (46 bajnoki, 36 egyéb).

### A válogatottban
1935 és 1937 között két alkalommal szerepelt a válogatottban.

## Sikerei, díjai
- Magyar bajnokság
  - bajnok: 1937–38, 1939–40, 1940–41
  - 2.: 1934–35, 1936–37, 1938–39, 1943–44
  - 3.: 1935–36, 1942–43, 1947–48
- Magyar kupa
  - győztes: 1935, 1942, 1943
- Közép-európai kupa (KK)
  - győztes: 1937
  - döntős: 1935, 1938, 1939, 1940

## Statisztika

### Mérkőzései a válogatottban
| Magyarország | Magyarország         | Magyarország                    | Magyarország | Magyarország | Magyarország  | Magyarország | Magyarország | Magyarország |
| #            | Dátum                | Helyszín                        | Hazai        | Eredmény     | Vendég        | Kiírás       | Gólok        | Esemény      |
| ------------ | -------------------- | ------------------------------- | ------------ | ------------ | ------------- | ------------ | ------------ | ------------ |
| 1.           | 1935. szeptember 22. | Budapest, Hungária körúti pálya | Magyarország | 1 – 0        | Csehszlovákia | Európa-kupa  | -            |              |
| 2.           | 1937. november 14.   | Budapest, Üllői úti pálya       | Magyarország | 2 – 0        | Svájc         | Európa-kupa  | -            |              |
|              | Összesen             |                                 |              | 2            | mérkőzés      |              | 0            | gól          |